# Josef Endres (Heimatforscher)
Josef Endres (* 10. September 1952) ist ein deutscher Lehrer, Historiker und Heimatforscher. Endres veröffentlichte eine Vielzahl an Texten zur Geschichte der Stadt Iphofen im unterfränkischen Landkreis Kitzingen.

## Leben
Josef Endres wurde am 10. September 1952 geboren. Er absolvierte ein Hochschulstudium und schloss dieses mit dem Staatsexamen ab. Erste Publikationen datieren auf das Jahr 1974, als er einen Aufsatz über den Personenbegriff bei Thomas von Aquin veröffentlichte. Seit dem Jahr 1981 unterrichtete Endres als Gymnasialschullehrer am Gymnasium Marktbreit in der gleichnamigen Stadt im Landkreis Kitzingen. Endres war Fachlehrer für Deutsch, Geschichte und Sozialkunde und stand ab 2003 als Fachbetreuer der Fachschaft Deutsch an der Schule vor. Endres nahm im ausgehenden 20. Jahrhundert ein Promotionsstudium an der Philipps-Universität Marburg auf und schloss dieses mit einer Dissertation über die Geschichte der Stadt Iphofen in Mittelalter und Früher Neuzeit ab.
Im Jahr 2012 erhielt Endres zusammen mit seinem P-Seminar im Fach Geschichte den Simon-Snopkowski-Preis der Gesellschaft zur Förderung jüdischer Kultur und Tradition e.V. Als preiswürdig wurde das Projekt „Wiederbelebung einer ehemaligen Synagoge – eine kulturelle Bereicherung für Obernbreit“ anerkannt. Josef Endres wurde im Jahr 2016 in den Ruhestand entlassen. Endres war außerdem zeitweise als ehrenamtlicher Stadtarchivar von Iphofen tätig. Er lebt mit seiner Familie in Iphofen.

## Werke (Auswahl)
Josef Endres publizierte insbesondere seit den 2000er Jahren eine Vielzahl an wissenschaftlichen Aufsätzen und Monografien in verschiedenen, renommierten Reihen. So erscheinen seine Beiträge immer wieder in den Würzburger Diözesangeschichtsblättern, im Jahrbuch für den Landkreis Kitzingen, in den Jahresberichten für deutsche Geschichte und im Mainfränkischen Jahrbuch für Geschichte und Kunst. Darüber hinaus hält Endres regelmäßig Vorträge zur Geschichte des Wallfahrtswesens im Bistum Würzburg, der Hexenverfolgung und vormoderner Judenpogrome. Er ist außerdem als Gästeführer in Iphofen tätig.
- Josef Endres: Iphofen. Entwicklung einer würzburgischen Landstadt von ihren Anfängen bis in die Echterzeit. Zugl. Diss. Verlag J. H. Röll, Dettelbach 2000, ISBN 3-89754-174-2.
- Hl. Blut in Iphofen. Mit einer Edition des Mirakelbuchs (= Veröffentlichungen der Gesellschaft für Fränkische Geschichte Bd. 49). Wissenschaftlicher Kommissionsverlag, Stegaurach und Würzburg 2007, ISBN 978-3-86652-049-3.
- Josef Endres: Hl. Blut in Iphofen und Lauda – Zur Rezeptionsgeschichte zweier Hostienfrevellegenden. In: Jörg Schwarz, Matthias Thumser, Franz Fuchs (Hrsg.): Kirche und Frömmigkeit – Italien und Rom. Colloquium zum 75. Geburtstag von Professor Dr. Jürgen Petersohn. Würzburg 2012, ISBN 978-3-923959-84-6 (Volltext online).
- mit Ina E. Brosch, Adam Wąs: Neue Perspektiven in den Kirchen der Stadt Iphofen. Iphofen 2021. Digitalisat